# Marcos Jiménez de la Espada Martín
Marcos Jiménez de la Espada Martín, conegut futbolísticament com a De la Espada (Pollença, 3 de novembre de 1985) és un futbolista mallorquí que juga com a davanter centre.

## Trajectòria esportiva
Es va formar a les categories inferiors de la Salle Palma i del CD San Francisco. L'any 2004 va debutar a Tercera Divisió, a les files del Constància d'Inca i posteriorment va militar dues temporades al filial del Mallorca.
El 2007 va fitxar per la UE Sant Andreu, i hi va assolir l'ascens a Segona Divisió B. La temporada següent va ser cedit a l'Oriola CF, debutant a la categoria de bronze, i la temporada 2008 - 09 va retornar al Sant Andreu, on es va proclamar campió de lliga. Marcos no gaudia de gaires minuts i l'any 2010 va fitxar per l'Sporting Maonès, retornant al Sant Andreu la temporada següent. L'any 2012 va fitxar pel Gimnàstic de Tarragona, i en la seva primera temporada a Tarragona, no va poder assolir l'objectiu principal de l'entitat, com era l'ascens de categoria, però tot i això va destacar en el pla personal, sent el màxim golejador de l'equip, amb 17 gols, i el tercer màxim realitzador de la lliga.

## Estadístiques
A match played on 1 febrer 2020
| Club                 | Temporada     | Lliga             | Lliga   | Lliga | Copa    | Copa | Altres  | Altres | Total   | Total |
| Club                 | Temporada     | Divisió           | Partits | Gols  | Partits | Gols | Partits | Gols   | Partits | Gols  |
| -------------------- | ------------- | ----------------- | ------- | ----- | ------- | ---- | ------- | ------ | ------- | ----- |
| Oriola CF            | 2008–09       | Segona Divisió B  | 33      | 6     | 4       | 0    | —       | —      | 37      | 6     |
| UE Sant Andreu       | 2009–10       | Segona Divisió B  | 20      | 3     | 1       | 0    | 1       | 0      | 22      | 3     |
| CF Sporting Maonès   | 2010–11       | Segona Divisió B  | 34      | 8     | 0       | 0    | —       | —      | 34      | 8     |
| UE Sant Andreu       | 2011–12       | Segona Divisió B  | 23      | 14    | 1       | 0    | —       | —      | 24      | 14    |
| Nàstic de Tarragona  | 2012–13       | Segona Divisió B  | 35      | 17    | 0       | 0    | —       | —      | 35      | 17    |
| Nàstic de Tarragona  | 2013–14       | Segona Divisió B  | 34      | 9     | 4       | 1    | 6       | 2      | 44      | 12    |
| Nàstic de Tarragona  | 2014–15       | Segona Divisió B  | 32      | 9     | 2       | 0    | 4       | 2      | 38      | 11    |
| Nàstic de Tarragona  | 2015–16       | Segona Divisió A  | 23      | 4     | 1       | 0    | 1       | 0      | 25      | 4     |
| Nàstic de Tarragona  | Total         | Total             | 124     | 39    | 7       | 1    | 12      | 4      | 143     | 44    |
| Kitchee SC           | 2016–17       | HK Premier League | 4       | 0     | 0       | 0    | —       | —      | 4       | 0     |
| Southern District FC | 2016–17       | HK Premier League | 11      | 9     | 3       | 2    | —       | —      | 14      | 11    |
| Southern District FC | 2017–18       | HK Premier League | 17      | 13    | 2       | 1    | —       | —      | 19      | 14    |
| Southern District FC | Total         | Total             | 28      | 22    | 5       | 3    | —       | —      | 33      | 25    |
| CE Atlètic Balears   | 2018–19       | Segona Divisió B  | 33      | 8     | 0       | 0    | 6       | 1      | 39      | 9     |
| East Bengal FC       | 2019–20       | I-League          | 9       | 5     | 0       | 0    | 6       | 2      | 15      | 7     |
| Total carrera        | Total carrera | Total carrera     | 308     | 105   | 18      | 4    | 24      | 7      | 350     | 116   |

1. 1 2 3 4 5  Appearances in Promotion Play-offs
2. ↑  Appearances in Calcutta Football League